# Giuliano Amato
Giuliano Amato (Torino, 13 maggio 1938) è un politico e giurista italiano.
È stato deputato dal 1983 al 1994 con il PSI, quindi - con L'Ulivo - senatore dal 2001 al 2006 e nuovamente deputato dal 2006 al 2008. Ha ricoperto le cariche di segretario del Consiglio dei ministri (nei governi Craxi I e Craxi II, 1983-1987), vicepresidente del Consiglio (1987-1988) e ministro del tesoro (1987-1989), Presidente del Consiglio (governo Amato I, 1992-1993), presidente dell'AGCM (1994-1997), ministro per le riforme istituzionali (1998-1999), nuovamente ministro del tesoro (1999-2000) e Presidente del Consiglio (governo Amato II, 2000-2001), infine ministro dell'interno (nel governo Prodi II, 2006-2008).
Giurista costituzionalista e docente di diritto costituzionale comparato all'Università degli Studi di Roma "La Sapienza" per oltre 20 anni, il 12 settembre 2013 è stato nominato giudice della Corte costituzionale e dal 29 gennaio 2022 al 18 settembre dello stesso anno ne è stato presidente, fino alla cessazione del mandato da giudice costituzionale.

## Biografia

### Formazione
Nato a Torino nel 1938 da una famiglia di origine siciliana, che presto si trasferisce in Toscana, studia presso il liceo classico "Niccolò Machiavelli" di Lucca. Si laurea in giurisprudenza all'Università di Pisa, frequentando il Collegio medico-giuridico della Scuola Normale Superiore, dal 1987 confluito nella Scuola Superiore Sant'Anna. Grazie ad una borsa di studio Fulbright, nel 1962 consegue un master alla Law School della Columbia University di New York.

### Carriera accademica
Giuliano Amato è allievo del costituzionalista Carlo Lavagna. È stato professore ordinario di diritto costituzionale comparato alla Sapienza dal 1975 al 1997. Ha insegnato anche all'Università di Modena e Reggio Emilia, di Perugia, di Firenze, alla New York University School of Law, all'Istituto Universitario Europeo ed ancora a Firenze. Attualmente è professore della School of Government presso l'Università LUISS di Roma. In tempi recenti è stato Presidente dell'associazione degli ex-allievi della Scuola Superiore Sant'Anna e il 21 febbraio 2012 è stato designato presidente del consiglio di amministrazione della Scuola stessa. Dal 2016 è presidente del comitato scientifico del Cortile dei Gentili, dipartimento del Pontificio Consiglio della Cultura.

### Carriera politica

#### Nella Prima Repubblica

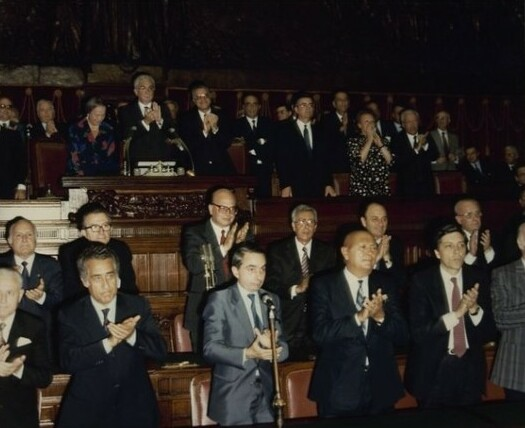
3 luglio 1985 - Giuliano Amato al giuramento del Presidente della Repubblica Francesco Cossiga. Nella foto anche Oscar Luigi Scalfaro (successivo Presidente della Repubblica)

Aderì inizialmente al Partito Socialista Italiano nel 1956 per poi passare al Partito Socialista Italiano di Unità Proletaria (PSIUP) nel 1964, in dissenso con la scelta del PSI di andare al governo con la Democrazia Cristiana. Allo scioglimento dello PSIUP, avvenuto nel 1972, fece ritorno nel PSI, dove fece parte del gruppo di intellettuali vicino ad Antonio Giolitti. Nel luglio 1973 Giolitti, ancora una volta ministro del bilancio e della programmazione economica, lo mise a capo dell'ufficio legislativo, incarico che Amato mantenne fino al dicembre 1974. Nel 1978 Amato fu uno degli artefici, insieme con Giorgio Ruffolo, del "Progetto Socialista". Nel 1979 denunciò le "forme degradanti" assunte dal dibattito interno, a seguito del caso Eni-Petromin, che portò alla sospensione dell'allora presidente dell'Eni, Giorgio Mazzanti. A differenza di Franco Bassanini, però, non abbandonò il partito, scalandone le posizioni interne fino a rivestire, alla fine degli anni ottanta, la carica di vicesegretario generale del PSI.
Fu deputato del partito dal 1983 al 1994 al PSI, fu consigliere economico e politico, fino a diventare il sottosegretario alla Presidenza del Consiglio nei due governi Craxi I e Craxi II (1983-1987). Negli anni ottanta il giornalista Eugenio Scalfari trovò per lui il soprannome Dottor Sottile, con doppio riferimento al suo acume politico e alla gracilità fisica.
In seguito, è stato Ministro del tesoro dal 1987 al 1989 (governi Goria, nel quale è stato anche vicepremier, e De Mita).
Proseguì comunque la sua produzione dottrinaria di diritto pubblico ed il suo interesse scientifico, iniziato dieci anni prima con il volume di Una Repubblica da riformare (Bologna, 1980), per la “democrazia governante”.

#### Primo mandato come Presidente del Consiglio
All'indomani delle elezioni del 1992, fu incaricato dal presidente della Repubblica Oscar Luigi Scalfaro di formare il suo primo governo.
Durante il suo primo mandato da presidente del Consiglio, a fronte della situazione finanziaria, l'11 luglio 1992 il suo Governo approvò, all'insaputa del Governatore della Banca d'Italia Carlo Azeglio Ciampi, un decreto-legge da 30.000 miliardi di lire in cui, tra le altre cose, veniva deliberato (retroattivamente al 9 luglio) il prelievo forzoso del sei per mille su tutti i depositi bancari per un "interesse di straordinario rilievo", in relazione a "una situazione di drammatica emergenza della finanza pubblica".
Dopo essersi vanamente opposto alla svalutazione della lira durante l'estate, nell'autunno dello stesso anno varò una manovra finanziaria "lacrime e sangue" da 93.000 miliardi di lire (contenente tagli di spesa e incrementi delle imposte), per frenare l'ascesa del deficit pubblico, e la prima riforma delle pensioni. Il 17 settembre di quell'anno il governo Amato decideva di far uscire la moneta nazionale dallo SME, dopo che il giorno prima la stessa scelta era stata presa dal Regno Unito.
Durante il suo primo governo, nel 1993, si aprì anche l'indagine giudiziaria per associazione mafiosa nei confronti del predecessore Giulio Andreotti, che durerà sino al 2004; Amato e il suo governo mantennero una posizione di equilibrio sulla vicenda, astenendosi dal formulare opinioni.

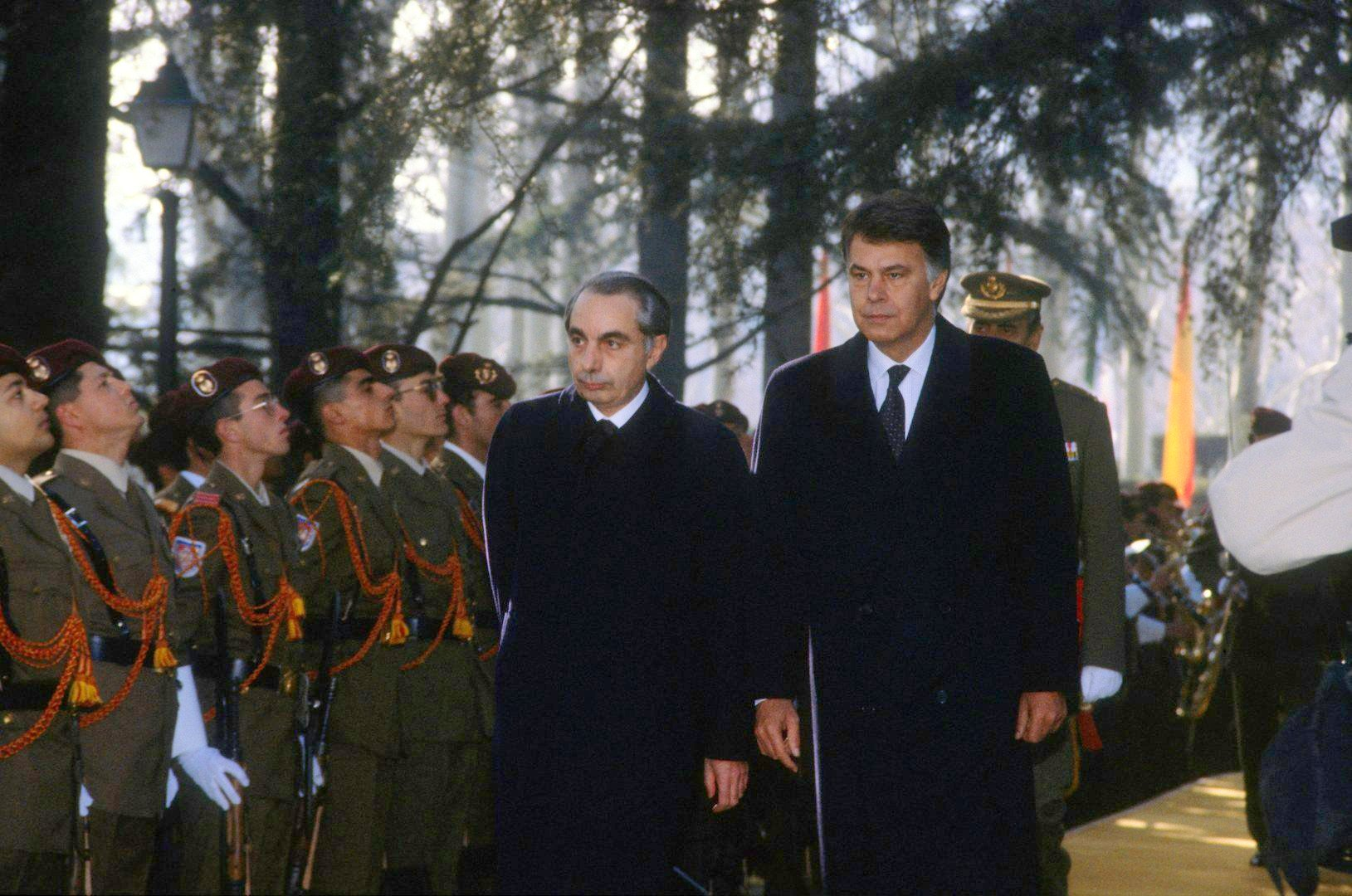
3 marzo 1993 - Presidente del Consiglio Giuliano Amato insieme a Felipe González passano in rivista l'esercito spagnolo all'inizio del vertice italo-spagnolo

Fortemente indebolito a seguito della vicenda del decreto Conso, Amato annunciò le dimissioni del Governo una volta reso pubblico l'esito del referendum in materia elettorale promosso da Mariotto Segni. Con la modifica della legge elettorale per il Senato la volontà popolare venne interpretata come un ripudio del sistema elettorale proporzionale a favore di un'opzione di tipo maggioritario. Nel suo discorso del 21 aprile 1993 alla Camera così commentò quella svolta epocale: "E perciò un autentico cambio di regime, che fa morire dopo settant'anni quel modello di partito-Stato che fu introdotto in Italia dal fascismo e che la Repubblica aveva finito per ereditare, limitandosi a trasformare un singolare in plurale".
Queste parole vennero accolte con un brusio risentito fra i banchi dei vari gruppi parlamentari e anche Giovanni Spadolini e Giorgio Napolitano, allora presidenti delle due camere, non mancarono di far sentire un loro stizzito dissenso. Successivamente Amato chiarì il suo pensiero spiegando di aver usato la parola "regime" con un significato assolutamente neutro, già utilizzato sul terreno politologico.

#### Nella Seconda Repubblica

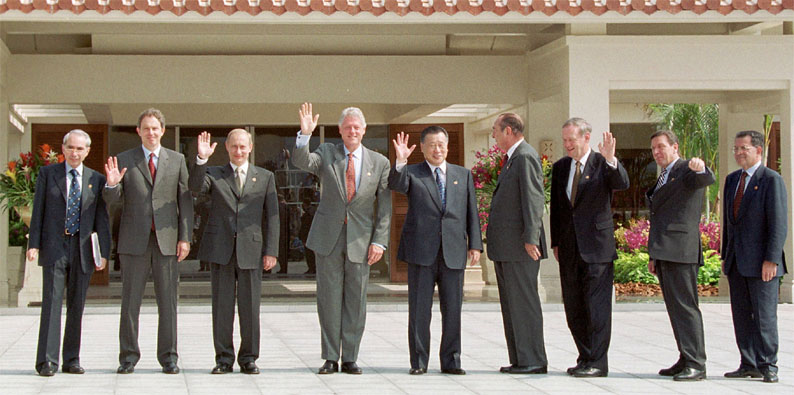
Giuliano Amato nel G8 Summit 2000, insieme a (da sinistra a destra) Tony Blair (Regno Unito), Vladimir Putin (Russia), Bill Clinton (Stati Uniti d'America), Yoshiro Mori (Giappone), Jacques Chirac (Francia), Jean Chrétien (Canada), Gerhard Schröder (Germania) e Romano Prodi (Commissione UE).

Nella fase definita Seconda Repubblica, alla scomparsa dei partiti tradizionali, sopravvive politicamente alla fine del Partito Socialista Italiano ma non aderisce a nessun partito. Per le elezioni politiche del 1994 decide di non candidarsi direttamente, ma guida un gruppo di socialisti e socialdemocratici verso l'aggregazione di centro guidata da Mariotto Segni, il Patto per l'Italia. Diversi candidati socialisti lo seguono senza tuttavia ottenere seggi (tra i candidati di area socialista figurano Giulio Tremonti, Sandro Principe, Luigi Covatta, Gianfranco Schietroma, Andrea Cavicchioli, Alberto Tedesco ed altri).
È presidente dell'Autorità Garante della Concorrenza e del Mercato (cosiddetta Antitrust) dal 1994 al 1997.
Successivamente aderisce alle posizioni del centro-sinistra e si avvicina (senza mai parteciparvi) ai DS. Nel 1998 viene richiamato al Governo dal premier Massimo D'Alema come ministro delle Riforme Istituzionali. Nel 1999 diviene Ministro del tesoro, del bilancio e della programmazione economica, dopo che Carlo Azeglio Ciampi, che sino ad allora ricopriva tale incarico, fu eletto Presidente della Repubblica.
Nell'aprile 2000 torna a Palazzo Chigi come Presidente del Consiglio, dopo le dimissioni di Massimo D'Alema, e vi rimane fino alle elezioni politiche del maggio 2001.

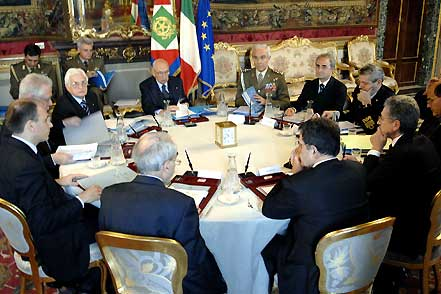
Il Ministro degli Interni Giuliano Amato siede insieme al Presidente della Repubblica Giorgio Napolitano nel Consiglio Supremo di Difesa il 2 aprile 2007.

Dal 2001 al 2006 è senatore dell'Ulivo.
Nel gennaio del 2002 Amato è stato nominato dal Consiglio europeo di Laeken vicepresidente della Convenzione europea, chiamata a disegnare la nuova architettura istituzionale dell'UE.
Al termine delle elezioni politiche del 2006 riceve un nuovo mandato parlamentare alla Camera, con l'elezione a deputato nella circoscrizione Toscana. Si è parlato di lui come un possibile successore di Carlo Azeglio Ciampi nella carica di Presidente della Repubblica Italiana: il suo nome è stato proposto dalla Casa delle Libertà. L'Unione, dopo aver proposto Massimo D'Alema tra le proteste del centrodestra, ha però preferito candidare Giorgio Napolitano, che è stato eletto al Quirinale. Il 17 maggio 2006 viene nominato Ministro dell'interno nel Governo Prodi II.
Dal 30 settembre 2006 presiede il cosiddetto "Gruppo Amato" formato da politici europei, ufficialmente chiamato "Comitato d'azione per la democrazia europea" (Action Committee for European Democracy, in sigla ACED) e supportato dalla Commissione europea, che ha inviato due suoi rappresentanti alle riunioni. Il gruppo ha avuto il mandato non ufficiale di prospettare una riscrittura della Costituzione europea, basata sui criteri che erano emersi durante le consultazioni della Presidenza tedesca con le cancellerie europee. Il risultato è stato presentato il 4 giugno 2007: il nuovo testo presenta in 70 articoli e 12 800 parole circa le stesse innovazioni della Costituzione che aveva 448 articoli e 63 000 parole, diventando un punto di riferimento per i negoziati che hanno portato al Trattato di riforma.

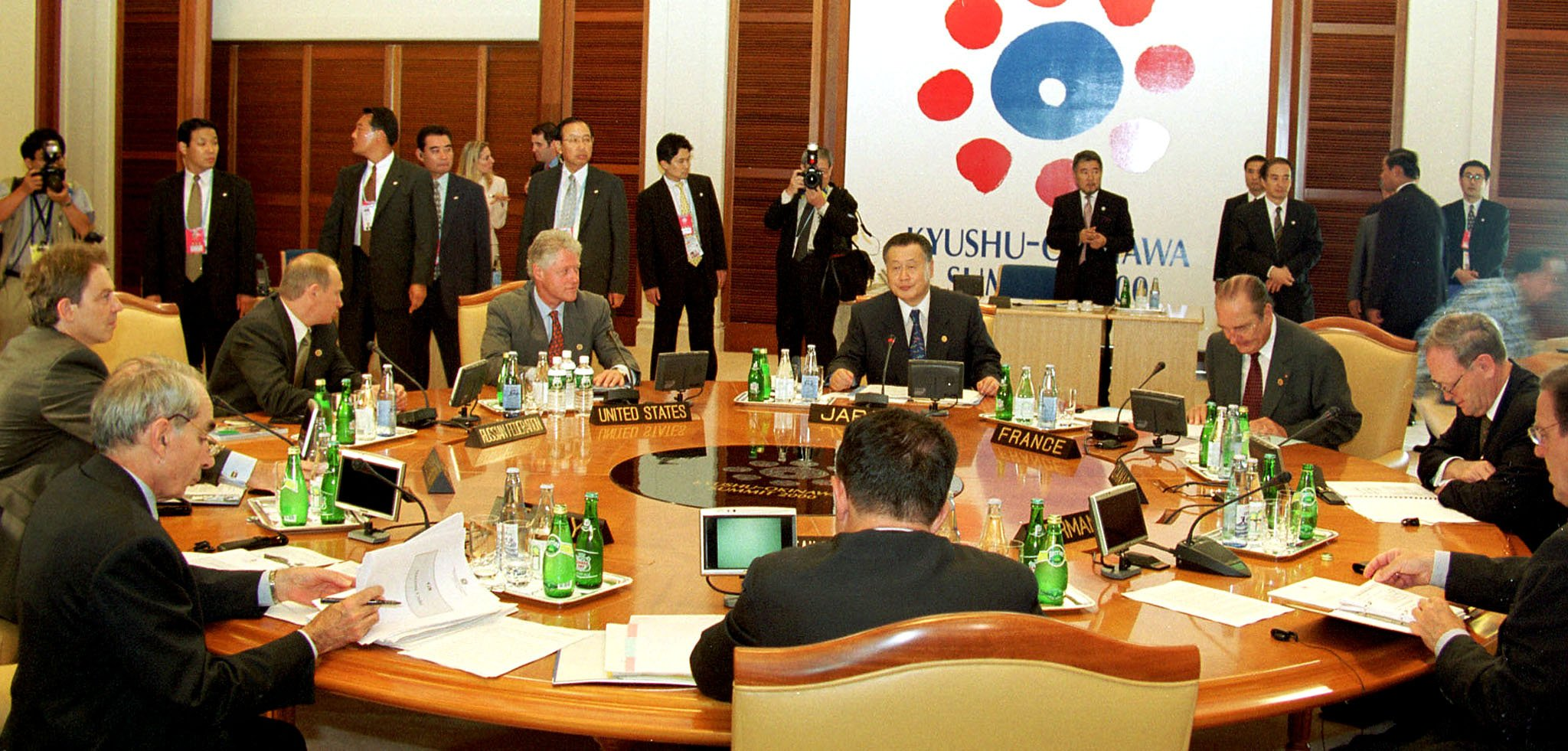
22 luglio 2000 Il presidente del consiglio dei ministri Giuliano Amato al G8 di Okinawa, Giappone

Dal 23 maggio 2007 è divenuto uno dei 45 membri del Comitato nazionale per il Partito Democratico che riuniva i leader delle componenti del futuro PD; dopo la costituzione del partito, in quanto ex Presidente del consiglio aderente al partito, è componente di diritto del coordinamento nazionale del Partito Democratico.
Nel 2009 è stato nominato presidente dell'Istituto dell'Enciclopedia italiana Treccani.
Nel febbraio 2010 viene nominato maggior consulente in Italia per Deutsche Bank.
Nel giugno 2010 diviene presidente onorario della Fondazione "Ildebrando Imberciadori", istituzione impegnata nella ricerca storica e dedicata al noto studioso toscano.
Il 21 febbraio 2012 è stato designato presidente della Scuola Superiore Sant'Anna di Pisa.
Nel 2011 presiede il Comitato dei Garanti per le celebrazioni del 150º anniversario dell'unità d'Italia.
Nel 2012 tiene due serie di lezioni televisive su Rai 3, Lezioni dalla crisi e Se una farfalla batte le ali.
Nel 2013 il suo nome circola come possibile candidato alla Presidenza della Repubblica Italiana come accordo di convergenza tra Partito Democratico, Il Popolo della Libertà e Scelta Civica in una rosa di nomi proposta dal Segretario PD Pier Luigi Bersani ristretta poi a una terna dal Presidente del PdL Silvio Berlusconi in cui comparivano anche Massimo D'Alema e Franco Marini che venne infine scelto, per il primo scrutinio con quorum più elevato per un'ampia intesa. Il suo nome inoltre circola in seguito come candidato alla Presidenza del Consiglio dei ministri nel governo di "larghe intese" tra PD, PdL e SC. Dopo la nomina di Enrico Letta a premier il suo nome circola come candidato al Ministero dell'economia e delle finanze nel governo Letta.

### Giudice e Presidente della Corte costituzionale

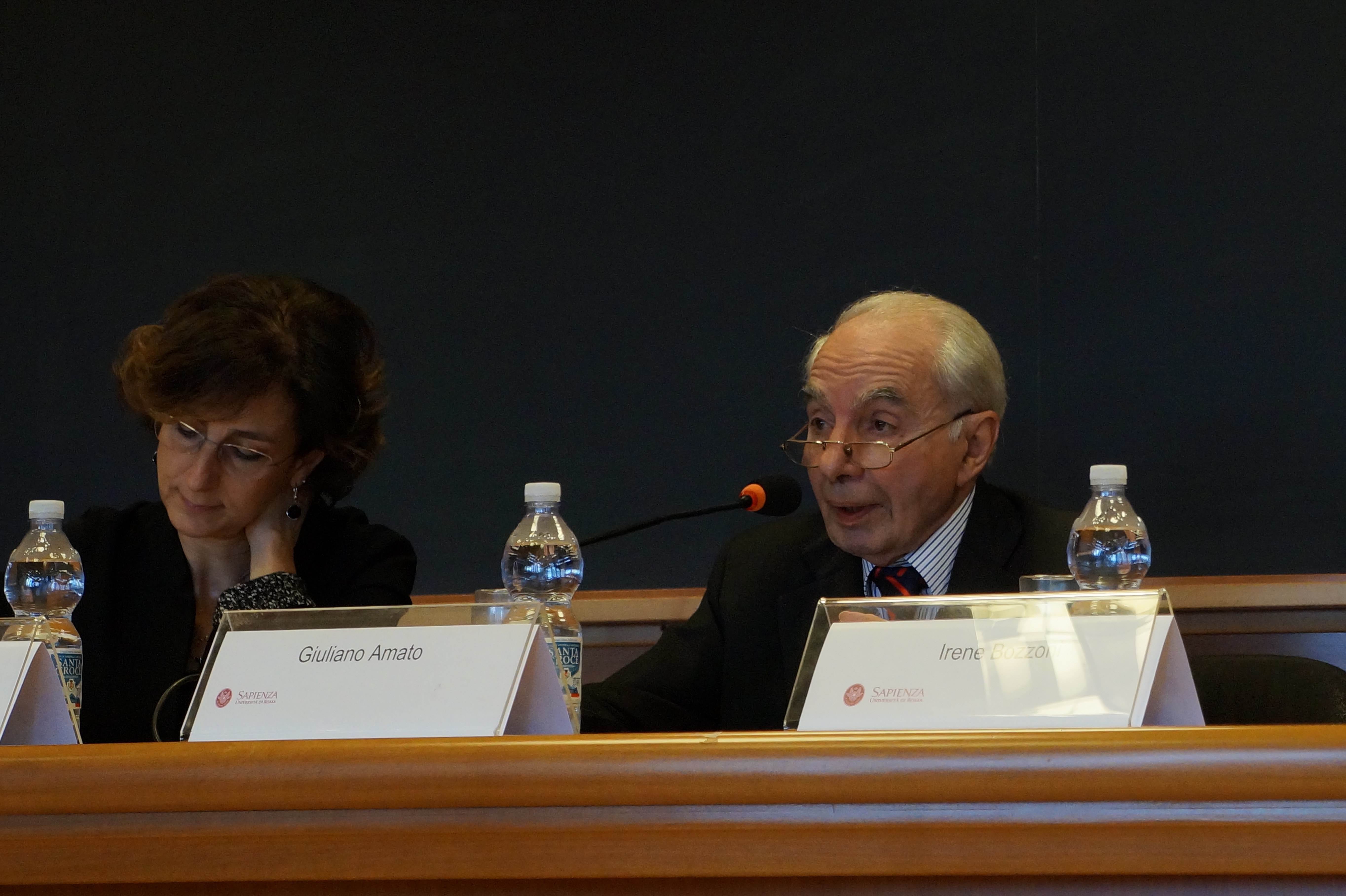
Giuliano Amato con la collega Marta Cartabia, entrambi giudici della Corte costituzionale, ad una conferenza presso l'Università La Sapienza

Il 12 settembre 2013 Amato viene nominato giudice costituzionale dal presidente della Repubblica, in vista della scadenza imminente del mandato di Franco Gallo. Presta giuramento, nelle mani del Presidente della Repubblica Giorgio Napolitano, il 18 settembre.
Il 21 febbraio 2014 lascia a Romano Prodi la presidenza dell'International advisory board (Iab) di UniCredit.
Dopo le dimissioni di Napolitano nel 2015 il suo nome è dato come favorito per l'elezione del nuovo Presidente della Repubblica come convergenza tra Partito Democratico e Forza Italia. Fu lo stesso Silvio Berlusconi che indicò il nome di Amato come unico nome preferito dallo schieramento del centrodestra per arrivare a un'intesa alla quarta votazione con l'abbassamento del quorum. Tuttavia, nonostante Amato avesse avuto l'approvazione anche delle minoranze del PD per bocca di Pier Luigi Bersani sulla sua elezione, il Presidente del Consiglio e segretario del PD Matteo Renzi decise di appoggiare il giudice costituzionale Sergio Mattarella, che verrà poi eletto a larga maggioranza.
Il 16 settembre 2020 viene nominato vicepresidente della Corte costituzionale dal neopresidente della stessa Mario Rosario Morelli, il 18 dicembre 2020 è stato confermato nella carica dal neoeletto presidente Giancarlo Coraggio. Il 29 gennaio 2022 è stato eletto all'unanimità presidente della Corte costituzionale. È cessato dall'incarico di giudice e di presidente il 18 settembre 2022. È l'unica persona nella storia repubblicana ad aver ricoperto sia la carica di Presidente del Consiglio dei ministri sia quella di presidente della Corte costituzionale.

### Incarico al CONI
Nel maggio del 2023 viene nominato dal Comitato olimpico nazionale italiano (CONI) garante del Codice di comportamento sportivo.

### Comitato algoritmi
Nell'ottobre 2023 viene nominato dal governo Meloni a capo del Comitato algoritmi, un gruppo di lavoro di esperti giuristi e professori universitari istituito presso il Dipartimento per l'informazione e l'editoria col compito di studiare l'impatto dell'intelligenza artificiale nel settore dell'informazione e dell'editoria; rassegna le dimissioni dal Comitato il 5 gennaio 2024 in polemica con la premier Giorgia Meloni.

## Vita privata
Sposato con Diana Vincenzi, ha due figli.

## Controversie

### Polemiche sulla pensione d'oro
Giuliano Amato, secondo un articolo apparso su il Giornale nell'aprile 2011 firmato da Mario Giordano, quale anteprima del libro Sanguisughe, riceverebbe una pensione mensile di 31411 € lordi. Queste affermazioni portano a una causa giudiziaria di Amato contro Giordano, il Giornale e la Mondadori in quanto editrice del libro. La causa è intentata per danno all'immagine provocato con notizie false e denigratorie tese a presentarlo come autore di sacrifici previdenziali per gli altri e manipolatore di leggi e giudici per sé. Con Giordano ha patteggiato la revisione del capitolo del libro che lo riguarda, con modifiche concordate che ne eliminano tutti i riferimenti non rispondenti a verità e con l'impegno di Giordano a evitare ogni pubblica dichiarazione che possa suggerire che Amato abbia provocato o sia comunque intervenuto al fine di garantirsi una posizione di maggior vantaggio.
Nella trasmissione Otto e mezzo del 12 settembre commenta queste ricostruzioni, chiarendo di percepire, al netto delle imposte, circa 11000 € di pensione, in gran parte derivanti dalla sua attività nell'autorità Antitrust e al di sotto del tetto massimo stabilito dal governo Monti per le retribuzioni dei manager pubblici, da sommarsi a circa 5000 € di indennità parlamentare, rispetto alle quali, in occasione della festa del PD il 25 agosto 2012 a Reggio Emilia, dichiara: "il vitalizio di cinque legislature da parlamentare lo destino interamente ad attività benefiche" e in particolare alla Comunità di Sant'Egidio. Nominato giudice costituzionale nel 2013, Amato decide di sospendere la cosiddetta "pensione d'oro".

### Presunto coinvolgimento in un'inchiesta
Controverso è il suo coinvolgimento, in qualità di vicesegretario del PSI, nelle inchieste giudiziarie relative ad una tangente di 270 milioni di lire per la costruzione della pretura di Viareggio, avendo tentato di indurre la vedova di un ex senatore e sottosegretario del Partito socialista italiano, Paolo Barsacchi, a omettere importanti dettagli nel dibattimento giudiziale, vicenda che viene riproposta da il Fatto Quotidiano in occasione della sua nomina a membro della Corte costituzionale. In sua difesa Giuliano Amato risponde con una lettera a la Repubblica del successivo 17 settembre 2013, dove afferma che in realtà lo scopo di quella telefonata era di non fare nomi di persone su cui non aveva alcun indizio di colpevolezza, come aveva già ribadito nel novembre del 1990 davanti al tribunale di Pisa che, evidentemente convinto dalla deposizione, non ha ritenuto di dover procedere nei suoi confronti.

### Rapporto con le tematiche LGBT
Nel 2000, quando era presidente del Consiglio, affermò rammaricato di non poter impedire il corteo del Gay Pride, e affermò che sarebbe stato opportuno svolgerlo in un secondo momento in vista delle celebrazioni del Giubileo del 2000.
Nel 2007, quando Amato era ministro, il Ministero dell'Interno emanò la circolare numero 55 del 18 ottobre, coerente con la legislazione vigente e con provvedimenti analoghi emanati prima e dopo, che ricordava a tutti i prefetti e sindaci italiani l'impossibilità di trascrivere i matrimoni gay celebrati all'estero in quanto contrari all'ordine pubblico interno.

## Pubblicazioni
Giuliano Amato ha scritto libri e articoli su diritto, economia, istituzioni pubbliche, libertà personali e federalismo.
- Rapporti fra norme primarie e secondarie. Aspetti problematici, Milano, A. Giuffré, 1962.
- Il sindacato di costituzionalità sulle competenze legislative dello Stato e della regione. Alla luce dell'esperienza statunitense, Milano, A. Giuffré, 1963.
- La libertà personale, in Atti del congresso celebrativo del centenario delle leggi amministrative di unificazione sotto l'alto patronato del Presidente della Repubblica, 11 voll., Vicenza, Neri Pozza, 1967.
- Individuo e autorità nella disciplina della libertà personale, Milano, A. Giuffré, 1967.
- L'ispezione politica del Parlamento, Milano, A. Giuffré, 1968.
- Commento allo statuto della Regione Lazio, a cura di, Milano, A. Giuffré, 1972.
- Il controllo sociale delle attività private. Testi e materiali, a cura di e con Sabino Cassese e Stefano Rodotà, Genova, ECIG, Ed. culturali internazionali, 1972.
- Il governo dell'industria in Italia, a cura di, Bologna, Il Mulino, 1972.
- (EN)  Structure and Subject of the Constitution, Milano, Giuffré, 1974.
- Economia, politica e istituzioni in Italia, Bologna, Il Mulino, 1976.
- Art. 13-20. Rapporti civili, con Alessandro Pace e Francesco Finocchiaro, Bologna-Roma, Zanichelli-Soc. ed. del Foro italiano, 1977.
- Una Repubblica da riformare, Bologna, il Mulino, 1980.
- Il piano d'impresa e il ruolo del sindacato in Italia, B. Trentin, G. Amato e M. Magno, Bari, De Donato, 1980.
- Duello a sinistra: socialisti e comunisti nei lunghi anni '70 (con Luciano Cafagna), Bologna, il Mulino, 1982.
- Democrazia e redistribuzione: un sondaggio nel Welfare statunitense. Bologna, il Mulino, 1983. ISBN 88-15-00043-7.
- Due anni al Tesoro. Bologna, Il Mulino, 1990. ISBN 88-15-02508-1.
- Manuale di diritto pubblico, (a cura di Giuliano Amato e Augusto Antonio Barbera), Bologna, Il Mulino, 1991. ISBN 88-15-03292-4.
- (EN)  Antitrust and the Bounds of Power: the dilemma of liberal democracy in the history of the market, Oxford, Hart Publishing, 1997. ISBN 1-901362-29-9.
- Il gusto della libertà: l'Italia e l'antitrust, Bari, Laterza, 2000. ISBN 88-420-6185-9.
- (EN)  When the Economy is affected with a Public Interest, F.Snyder (Ed.), The Europeanisation of Law. Oxford, Hart Publishing, 2000.
- Le pensioni. Il pilastro mancante (con Mauro Marè), Bologna, Il Mulino, 2001.
- Tornare al futuro. La sinistra e il mondo che ci aspetta (in collaborazione con Fabrizio Forquet), Bari, Laterza, 2002. ISBN 88-420-6554-4. Premio Procida-Isola di Arturo-Elsa Morante[38]
- Noi in bilico. Inquietudini e speranza di un cittadino europeo (intervista di Fabrizio Forquet), Bari, Laterza, 2005. ISBN 88-420-7518-3.
- Forme di stato e forme di governo, Bologna, Il Mulino, 2006.
- Dialoghi post-secolari (con Vincenzo Paglia), Venezia, Marsilio, 2006. ISBN 88-317-8852-3.
- Un altro mondo è possibile? Parole per capire e per cambiare (con Lucia Pozzi), Milano, Mondadori, 2006. ISBN 88-04-55710-9.
- Il gioco delle pensioni: rien ne va plus? (con Mauro Marè). Bologna, Il Mulino, 2007.
- (EN)  European Constitution: Cases and Materials in EU and Member States' Law (con Jacques Ziller), Northampton, Mass., Edward Elgar, 2007.
- Alfabeto italiano. Fatti e persone di una storia al presente (con Paolo Peluffo), Milano, Università Bocconi Editore, 2011. ISBN 978-88-8350-162-3
- Grandi illusioni. Ragionando di storia d'Italia (con Andrea Graziosi), Bologna, Il Mulino, 2013
- Le istituzioni della democrazia. Un viaggio lungo cinquant'anni, Bologna, Il Mulino, 2015
- Bentornato Stato, ma, Bologna, Il Mulino, 2022, ISBN 978-88-15-29580-4
- C'era una volta Cavour, Bologna, Il Mulino, 2023